# 希臘8號高速公路

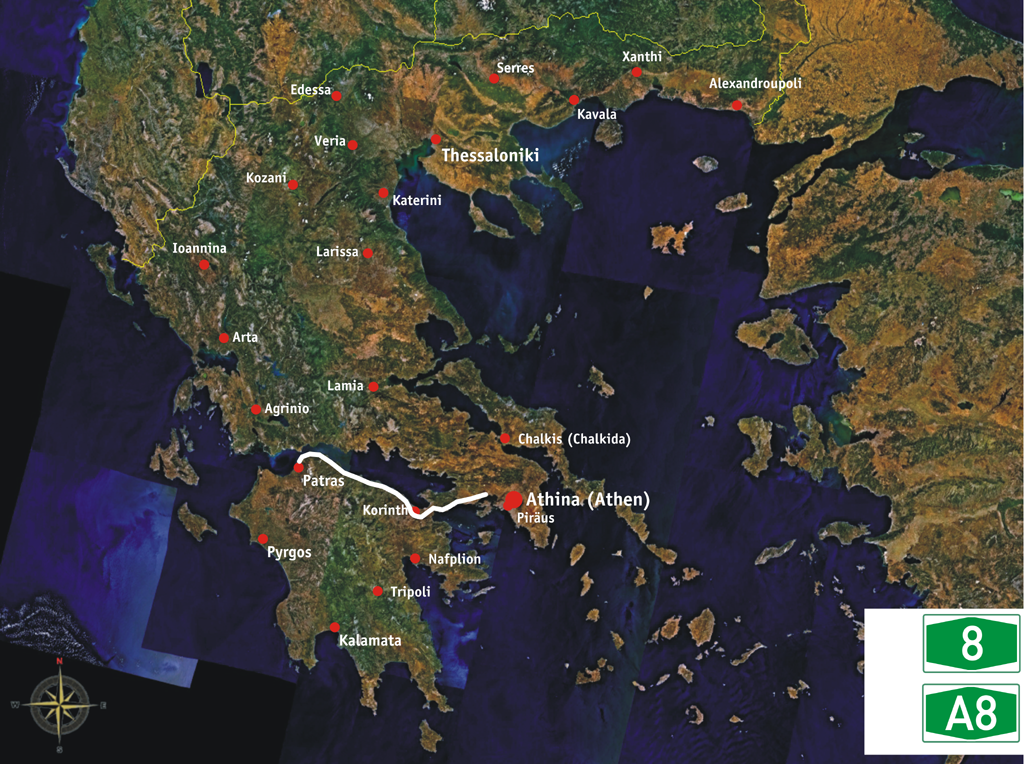
希腊8号国道/8號高速公路

希腊8號高速公路（希臘語：Αυτοκινητόδρομος 8），为希腊中部的公路幹道之一，東起首都雅典以西的埃萊夫西納，穿越科林斯地峽，西至伯羅奔尼撒半島北部的帕特雷，總長度215 km（134 mi）。
公路原為8號國道，升級工程始於2008年，自東向西分段通車。2016年9月2日科林斯至基阿通段通車。